# ムフリ川
ムフリ川（英語: Muhuri、ベンガル語: মুহুরী নদী）は、インドとバングラデシュを流れる国際河川である。インドのトリプラ州を水源としバングラデシュ国内に入り、ベンガル湾の近くでフェニ川に合流している。また、小フェニ川（Little Feni）としても知られている。

## 流路
ムフリ川はインドトリプラ州のルシャイ丘陵に発し西に流れ、バングラデシュに入る。バングラデシュに入った所はフェニ県パルシュラムで、そこから南に流れてフェニ川に合流するとすぐにベンガル湾である。

## 国境問題
ムフリ川にはインドのトリプラ州とバングラデシュのノアカリ県の国境として機能している箇所がある。しかしムフリ川の流路は変わりやすく、これによって両国境を定めるのは難しくなっていた。インド側は1974年の協定による「その時のムフリ川の流路の中央」を国境と主張していたが、バングラデシュ側は1893年の地図に則った国境を主張しており、後者の主張では18万ヘクタール弱の土地がバングラデシュ側に渡る事となる状態であった。更にこの川には56.5ヘクタールほどの面積を持つムフリチャル島が存在している。この島は田圃として活用されている土地であるので両国ともに領有権を主張しており、両国の国境警備隊が小競り合いを起こす事もあった。その後2011年にインドの首相であるマンモハン・シンがバングラデシュを訪れてこの地の国境を両国同意の上で確定した。加えて、ムフリ川沿いに堤防を設置して流路を安定させる事、基準線を策定する事でも合意した。

## 水文
ムフリ川のインド側の流域面積は839平方キロメートルで、つまりトリプラ州全体の8%が流域に含まれている事となる。年間の流量は7624万7000立方メートルであり、これはトリプラ州内全ての河川の流量からみて9.6%に相当する量である。バングラデシュ側では40.08平方キロメートルが流域面積で、フェニ県のフェニ・サダル、ソナガジ、パルシュラム、チッタゴン県のミルシャライが行政的に該当する地域である。また、この川によって230平方キロメートルが灌漑出来る。この川は手つかずの暴れ川としても知られ、流路が変わる事もしばしばである。川幅は基本的に150メートルから200メートルほどであり、河口に近付くにつれてその幅は広がっている。また河口附近では潮汐作用の影響も受ける。川底は非常に浅く、4トンのボートですら1年のうち半分しか航行できない。そのため、流量が少なくない季節になると洗い越しとして通行できるようになる。

## 水利用
インド政府はベロニアの町を水害から守るために1975年以前に不透過水制を建設した。共同河川委員会はそれ以来川に不透過水制を建設しないように両国を抑えている。バングラデシュは1986年にムフリ川灌漑計画によって20の門扉を有する水門を建設、ベンガル湾から流れ込んでくる塩水を制御して灌漑を行う事が出来るようになった。ムフリ川がフェニ川に合流する地点にはこの工事で出来た貯水池があり、この貯水池によって灌漑が行われている。この計画が実行された事によって内水面漁業が発展し、海水の上流域への浸入やサイクロンによる高潮被害を防ぐ事が出来るようになった。